# زندان هولمزبرگ

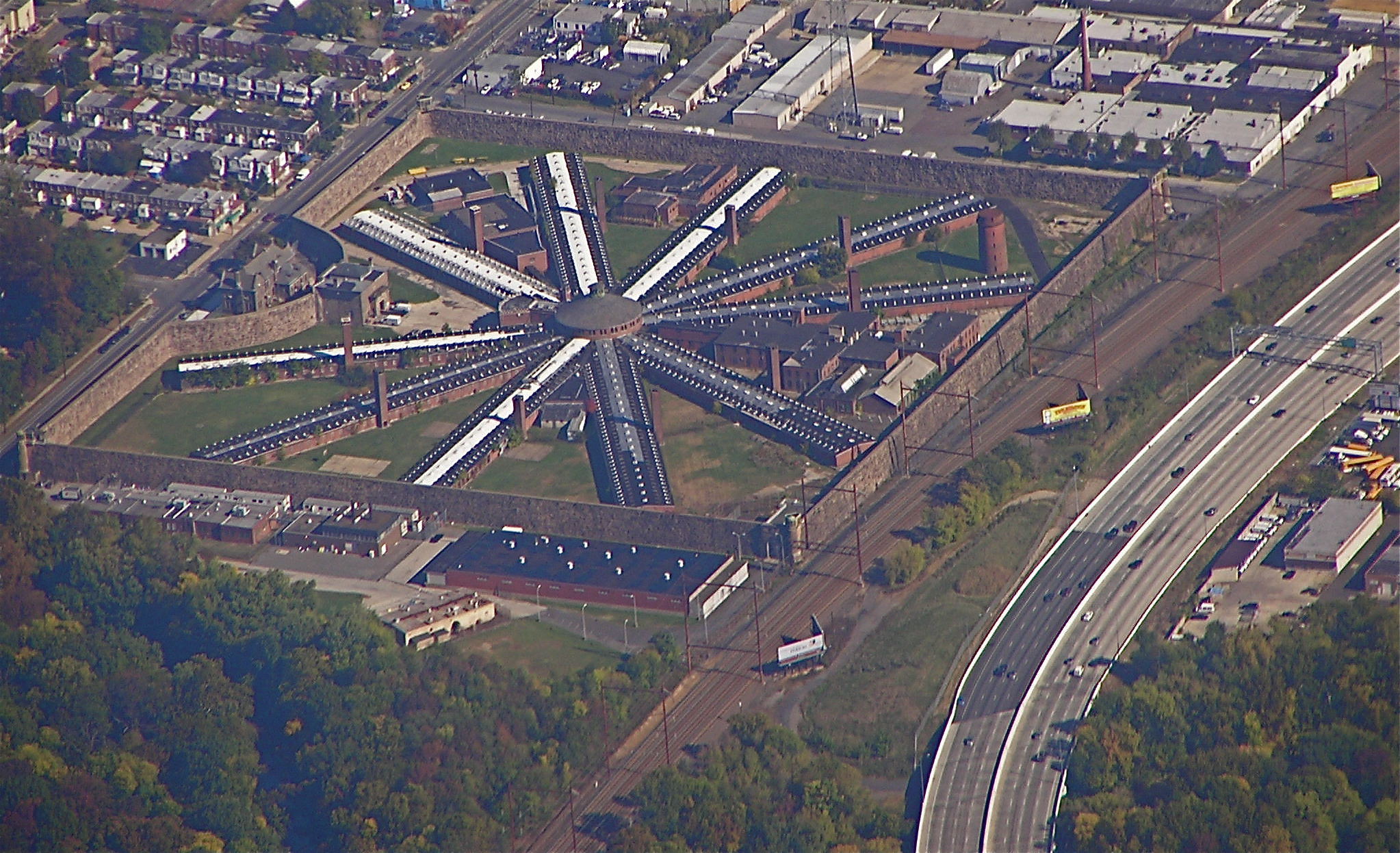
زندان هولمزبورگ از فراز آسمان.

زندان هولمزبورگ با نام مستعار «خانهٔ وحشت» زندانی بود که از سال ۱۸۹۶ تا ۱۹۹۵ توسط شهر فیلادلفیا، پنسیلوانیا و ادارهٔ زندان‌های پنسیلوانیا (PDP) اداره می‌شد. این مرکز در ۸۲۱۵ خیابان تارسدیل در بخش هولمزبرگ فیلادلفیا واقع شده‌است. در سال ۱۹۹۵ این زندان از رده خارج و بسته شد. این سازه تا به امروز همچنان پابرجاست و گهگاه برای سرریز زندانیان و برنامه‌های کاری استفاده می‌شود.
این مکان، چندین دههٔ بحث‌برانگیز محل پروژه‌های تحقیقاتی درماتولوژیک، دارویی و سلاح‌های بیوشیمیایی بود که شامل آزمایش بر روی زندانیان می‌شد.  آزمایش‌ها و تحقیقات انجام‌شده بر روی زندانیان به زودی استانداردهای اخلاقی را که امروزه در تحقیقات مدرن استفاده می‌شود، تحت تأثیر قرار داد. ایجاد کد نورنبرگ با قاعدهٔ رضایت آگاهانه بر اساس این مورد و همچنین چندین مورد دیگر، مانند آزمایش‌های تاسکگی در آلاباما، تهیه شد. این زندان همچنین به دلیل چندین شورش بزرگ در اوایل دهه ۱۹۷۰ و همچنین گزارشی که در سال ۱۹۶۸ منتشر شد و نتایج تحقیقات گسترده دوساله توسط دفاتر کمیساریای پلیس فیلادلفیا و دادستان منطقه فیلادلفیا که صدها پروندهٔ تجاوز به زندانیان را مستند می‌کند، قابل توجه است.  کتاب 1998 Acres of Skin: Human Experiments at Holmesburg Prison نوشتهٔ آلن ام. هورنبلوم، آزمایش‌های پزشکی غیر درمانی بالینی را بر روی زندانیان زندان هلمزبورگ به صورت مستند بیان می‌کند.